# Ловленд (Колорадо)
Ловленд (англ. Loveland) — город в округе Лаример, штат Колорадо, США. Ловленд расположен в 46 милях (74 км) к северу от Капитолия штата Колорадо в Денвере и является 14-м по численности населения городом в Колорадо. По данным переписи 2020 года, население Ловленда составляло 76 378 человек.

## История
Город был официально основан в 1877 году, вдоль недавно построенной линии Центральной железной дороги Колорадо, недалеко от пересечения с рекой Биг-Томпсон. Он был назван в честь Уильяма А. Х. Ловленда, президента Центральной железной дороги Колорадо.

## География
Город расположен в районе Передового хребта Колорадо, у подножия предгорий, к востоку от устья каньона реки Биг-Томпсон. Лонгс-Пик и другие горы Переднего хребта видны с большей части города.
Ловленд находится в юго-восточной части округа Лаример. Расположенный к югу от Форт-Коллинса, своего более крупного соседа и окружной резиденции округа Лаример, оба города неуклонно расширяются навстречу друг другу. Правительство США считает их единым столичным регионом.

## Спорт
В городе базируется команда Американской хоккейной лиги, «Колорадо Иглз», выступающая на «Блю Арена». «Иглз» является фарм-клубом команды НХЛ «Колорадо Эвеланш».

## Valentine Re-Mailing Program
Ловленд — родина программы повторной рассылки валентинок. На протяжении десятилетий люди со всего мира отправляли свои валентинки в Ловленд, штат Колорадо, чтобы их вручную проштамповали с надписью и стихом, а также специально разработанным почтовым гашением. Каждый год в рамках конкурса, проводимом Торговой палатой Ловленда, выбираются новые стихи и марка, и жители могут присылать свои стихи и художественные работы, чтобы их оценили. В среднем в рамках этой программы пересылается более 160 000 открыток из США и более чем 110 стран.
Программа пересылки валентинок из Ловленда была начата в январе 1947 года Тедом Томпсоном и Элмером Иверсом, почтмейстером Ловленда, после того как Иверс получил около 30 валентинок от людей, которые просили поставить на открытках почтовый штемпель Ловленда для «дополнительного романтического штриха». Они решили, что повторная рассылка валентинок станет возможностью прорекламировать Ловленд, и Торговая палата Ловленда согласилась рекламировать эту услугу. Томпсон разработал штамп с надписью «Валентинка из города влюблённых, Ловленд, Колорадо» и изображением сердца, пронзённого стрелой над Скалистыми горами. Этот штамп был использован дважды, а затем Томпсон завёл традицию менять его каждый год по просьбе коллекционеров. С тех пор каждый год используются разные стихи и дизайн.